# ماریانو دلفینو
 ماریانو دلفینو (انگلیسی: Mariano Delfino؛ زاده ۳۰ سپتامبر ۱۹۷۷) یک تنیس‌باز اهل آرژانتین است.